# Судуряк, Петру
Петру Судуряк (рум. Ender Petru Sudureac; род. 23 июня 1974, Ботошани) — румынский борец греко-римского стиля, победитель Всемирных военных игр, призёр чемпионатов Европы и мира. Выступал в полутяжёлой (до 90 кг) и тяжёлой (до 97 кг) весовых категориях. Участник двух Олимпиад.
На летних Олимпийских играх 2000 года в Сиднее румын проиграл шведу Микаэлю Юнгбергу, победил болгарина Али Моллова и занял 11-е место. На следующей Олимпиаде 2004 года в Афинах Судуряк уступил иранцу Масуду Хашемзаде, литовцу Миндаугасу Эзерскису и стал 15-м в итоговом протоколе.